# 국도 제4호선 (미국)

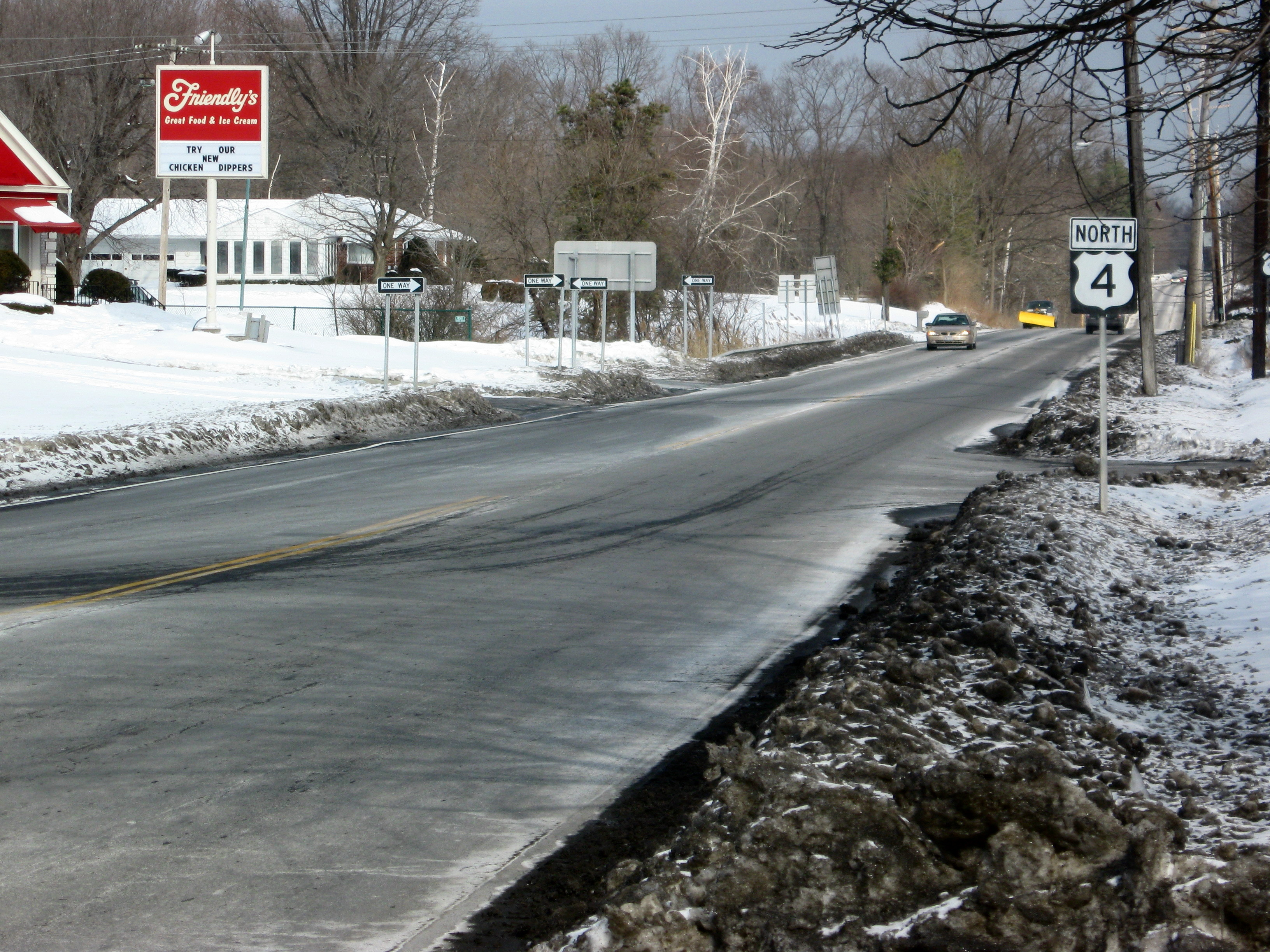
미국 4번 국도의 서쪽 종점인 이스트그린부쉬에서 US 9, US 20 등 두 국도가 만나고 있다. 위치는 올버니의 교외 지역이다.

국도 제4호선(U.S. Route 4, US 4)은 뉴욕주의 이스트그린부쉬에서 뉴햄프셔주의 포츠머스까지 이어주는 총 연장 406.55 km(252.62 mi)의 거리를 가진 미국의 일반 국도이다. 다만 도로의 특성상 뉴욕주에서는 남북으로 이어주고 있는 형태로 가지고 있으며, 버몬트주와 뉴햄프셔주에서는 정반대로 동서로 이어주고 있는 것으로 보인다.

## 주요 경유지
4번 국도가 통과하고 있는 주는 다음과 같다.
| 주요 경로 및 거리 |           |         |
| \| 지역 \| 거리 (mi) \| (km) \| \| ---------- \| --------- \| ------- \| \| 뉴욕주 \| 79.67 \| 128.22 \| \| 버몬트주 \| 66.099 \| 106.312 \| \| 뉴햄프셔주 \| 106.834 \| 171.933 \| \| 합계 \| 252.62 \| 406.55 \| |           |         |
| 지역 | 거리 (mi) | (km)    |
| 뉴욕주 | 79.67     | 128.22  |
| 버몬트주 | 66.099    | 106.312 |
| 뉴햄프셔주 | 106.834   | 171.933 |
| 합계 | 252.62    | 406.55  |

## 주요 교차로
뉴욕주
- 국도 제9호선·국도 제20호선 : 이스트그린부쉬(영어판)
- 주간고속도로 제90호선 : 이스트그린부쉬(영어판)의 북부 지역

버몬트주
- 국도 제7호선 : 러틀랜드(영어판)에 해당하며, 러틀랜드 (버몬트주)라는 도시가 해당 도로와 직접 교행함.
- 주간고속도로 제89호선 : 하트퍼드(영어판)
- 국도 제5호선 : 하트퍼드의 화이트리버정션(영어판)에서 직접 교행함.

뉴햄프셔주
- 주간고속도로 제89호선 : 레버넌
- 국도 제3호선 : 보스카웬(영어판)
- 주간고속도로 제93호선 : 콩코드
- 주간고속도로 제93호선, 주간고속도로 제393호선(영어판), 국도 제202호선 : 펨브룩 (뉴햄프셔주)(영어판)에서는 I-393과 교차하고, 노스우드 (뉴햄프셔주)(영어판)에서는 US 3, US 202와 모두 교차한다.
- 주간고속도로 제95호선 : 포츠머스